# Eygalières
Ne doit pas être confondu avec Eyguières, Eygaliers ou Eygliers.
Eygalières est une commune française, située dans le département des Bouches-du-Rhône en région Provence-Alpes-Côte d'Azur. Elle est située sur le versant Nord-Est de la chaîne des Alpilles.

## Géographie

### Situation
Eygalières se trouve au pied des Alpilles, entre Orgon et Saint-Rémy-de-Provence. On accède à cette commune par la RD 24B.

### Communes limitrophes
Les communes limitrophes sont Aureille, Eyguières, Mollégès, Orgon, Plan-d'Orgon, Saint-Rémy-de-Provence et Mouriès.

Le village au pied des Alpilles
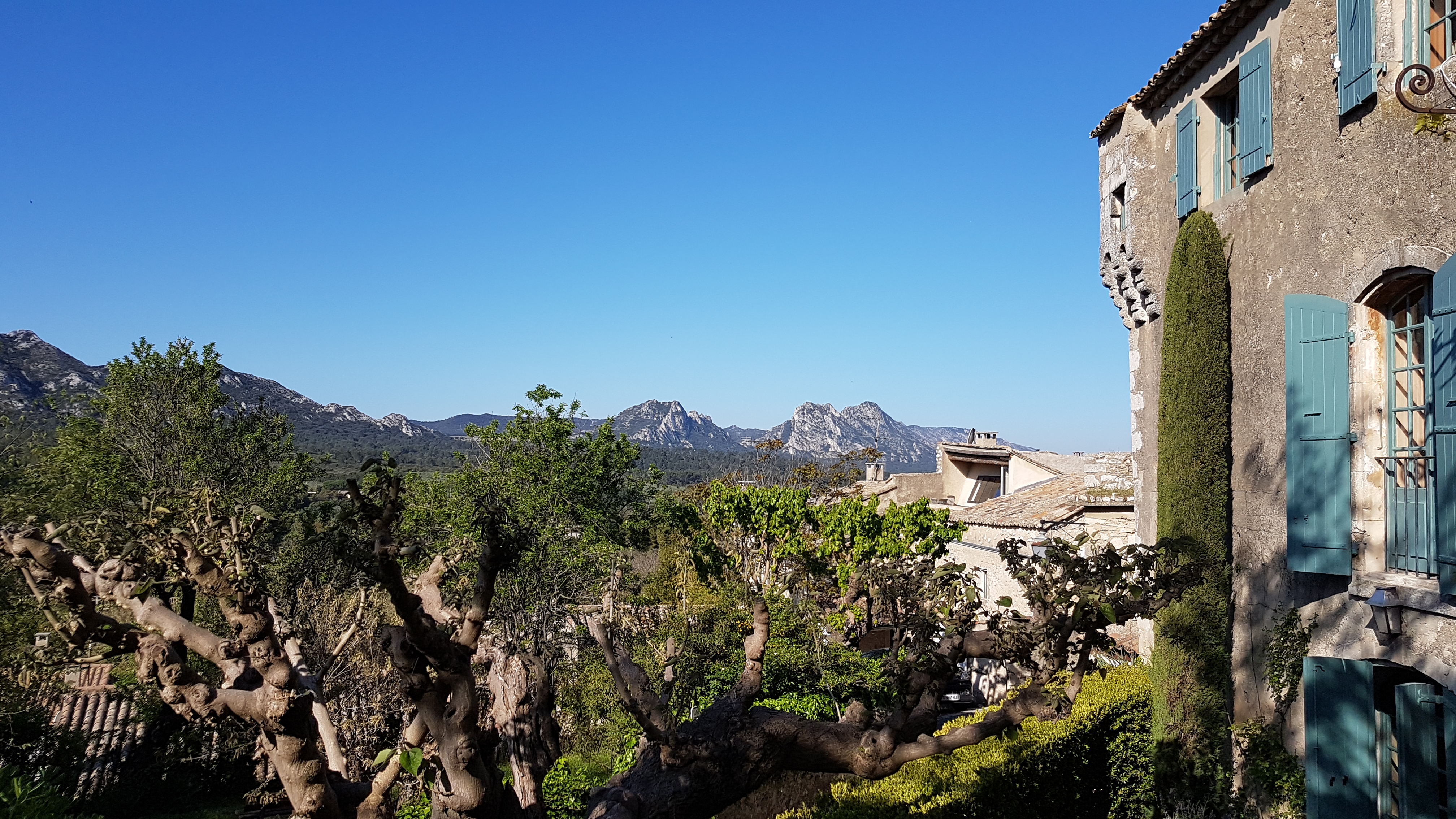
Vue de la Place des Pago-tard
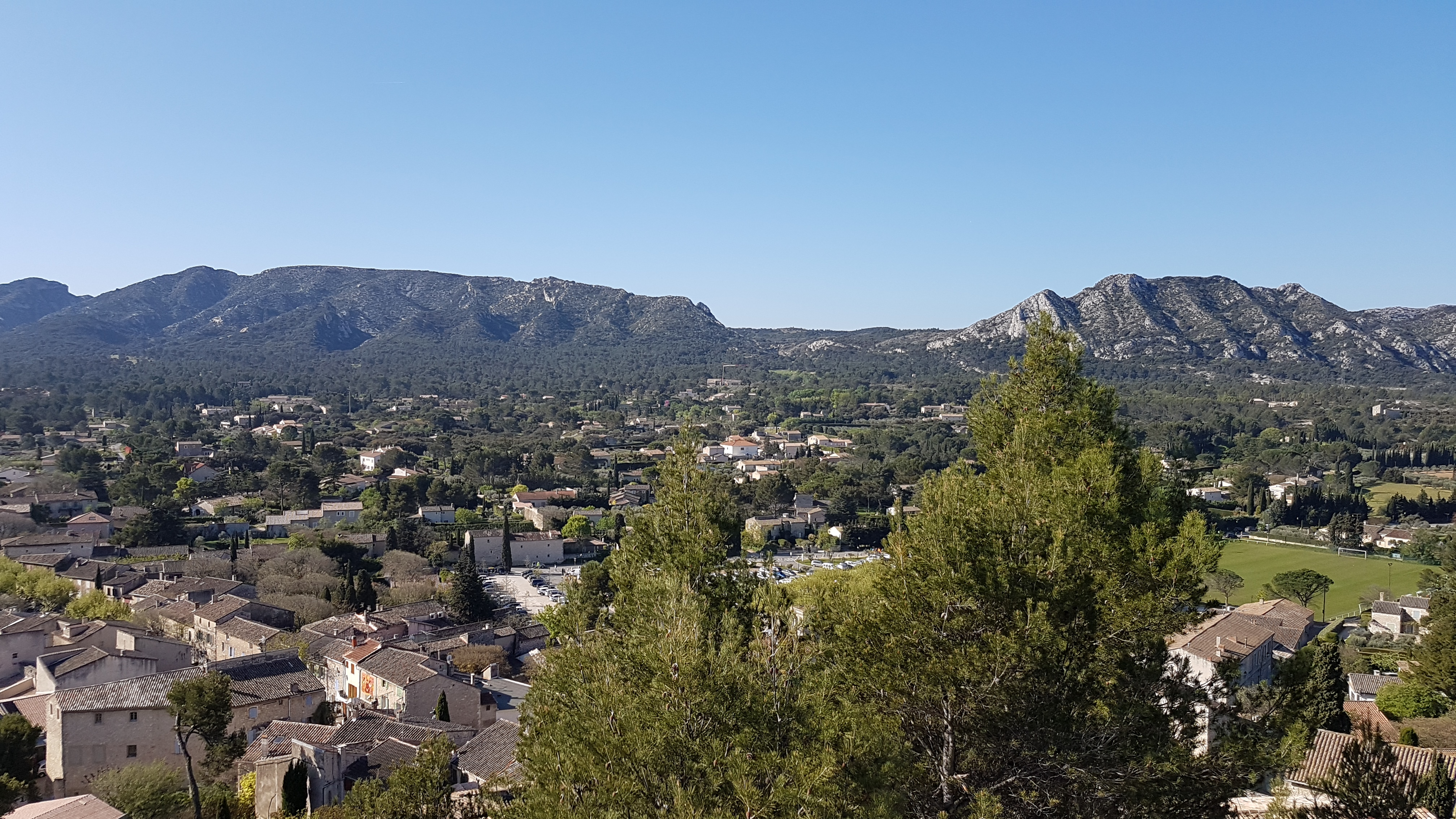
Les Alpilles vues du village
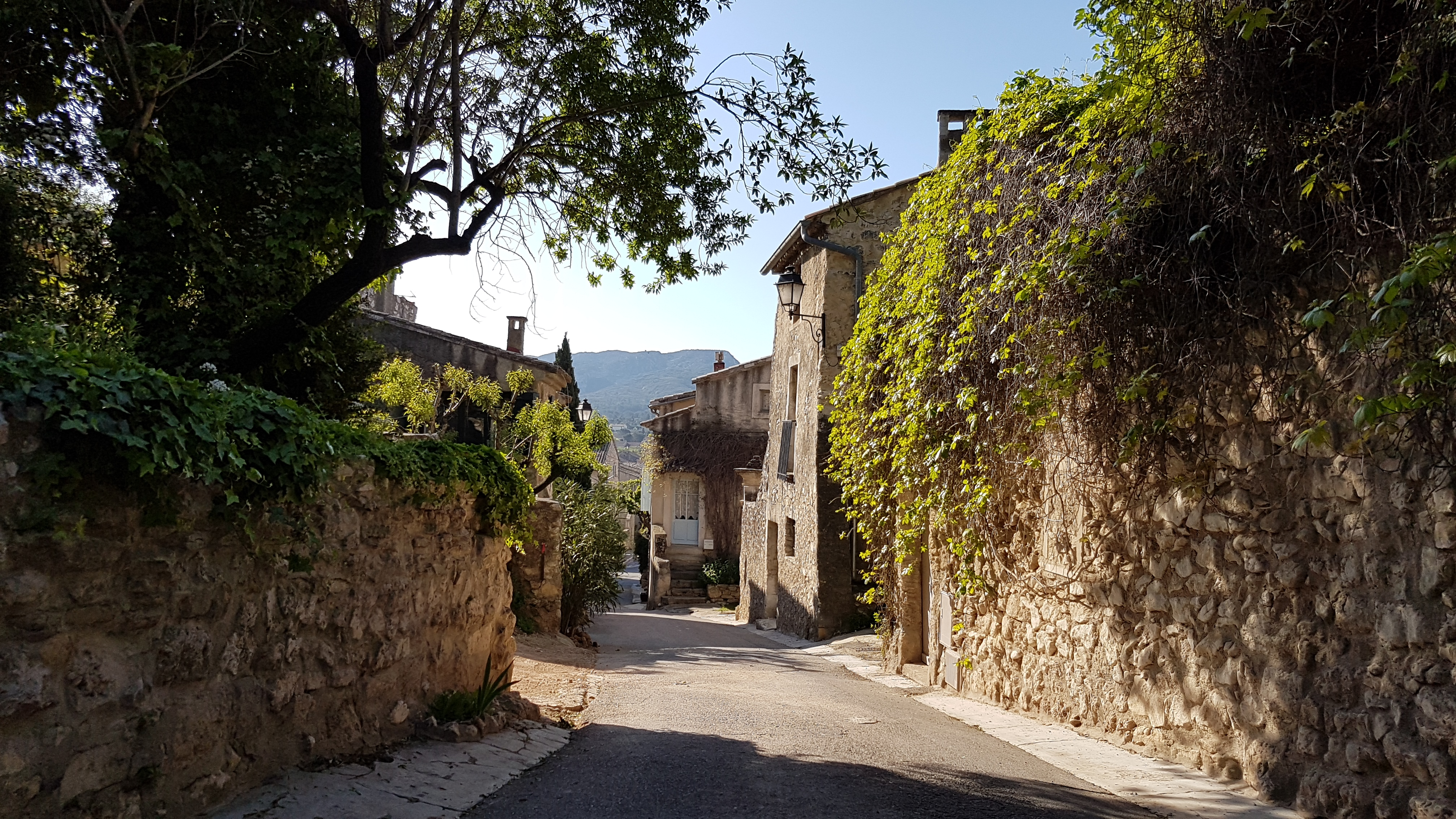
La rue Pareneuve
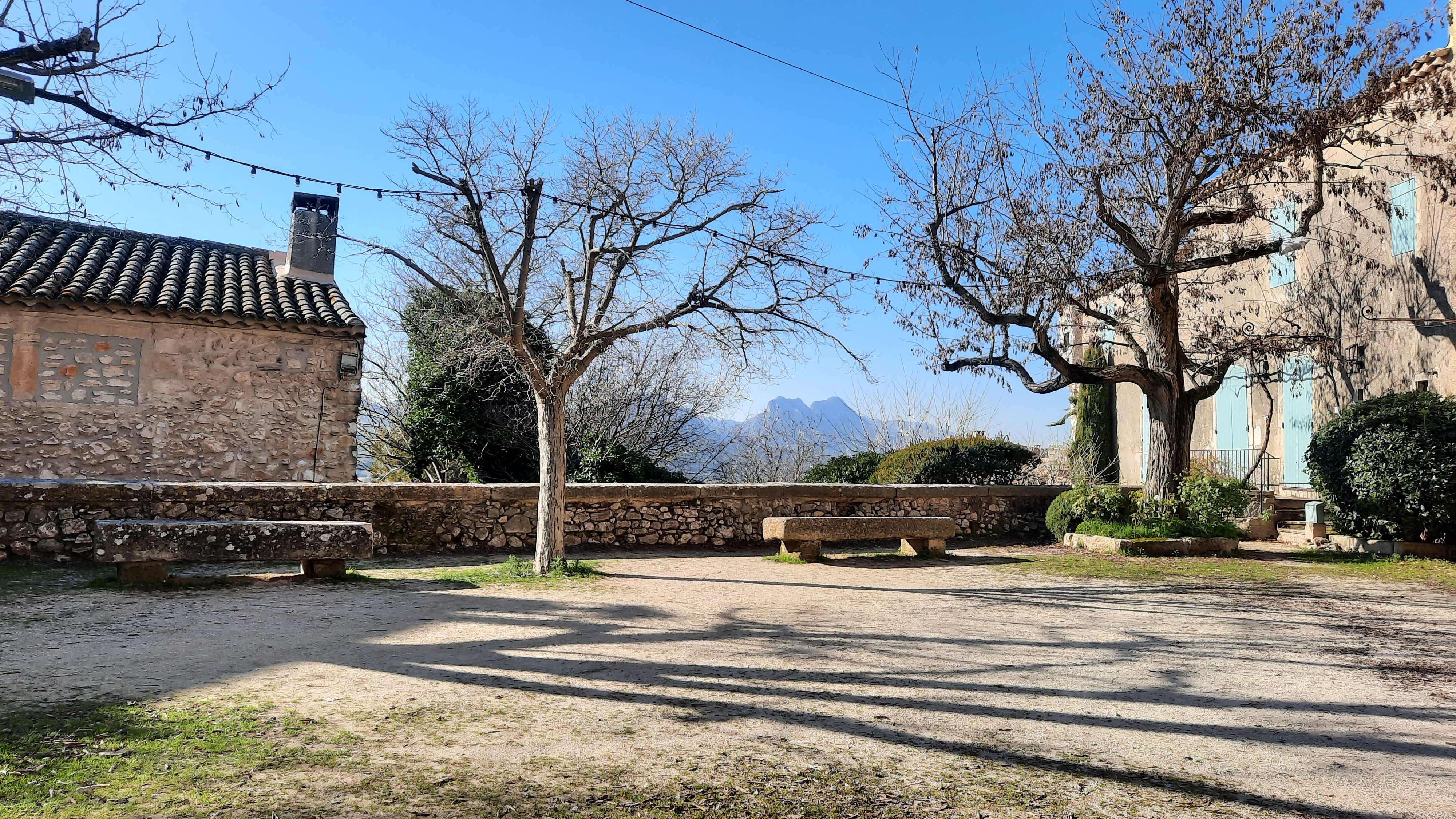
La place des Pago-tard
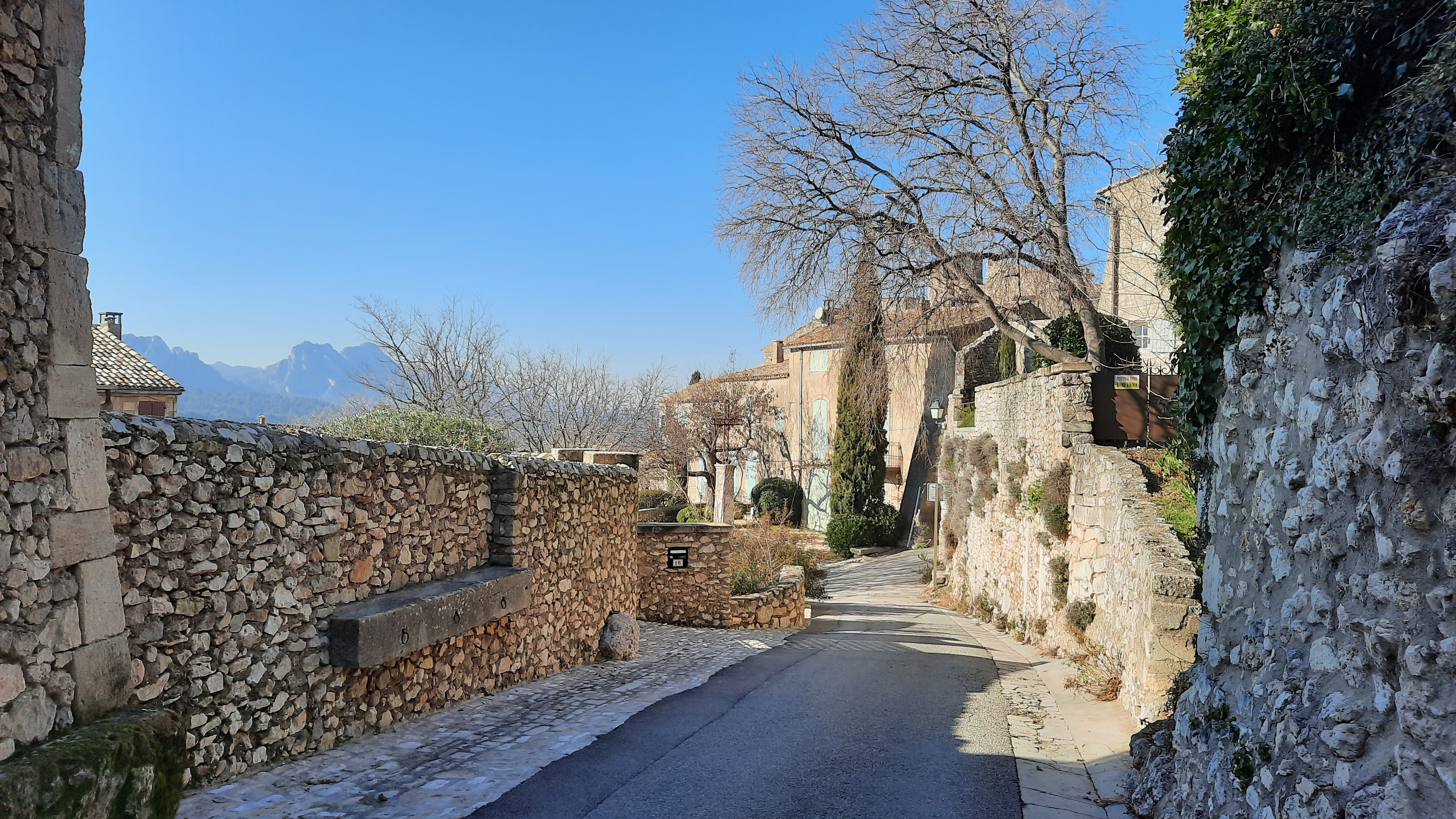
La rue Pareneuve

### Climat
Pour des articles plus généraux, voir Climat de Provence-Alpes-Côte d'Azur et Climat des Bouches-du-Rhône.
En 2010, le climat de la commune est de type climat méditerranéen franc, selon une étude du Centre national de la recherche scientifique s'appuyant sur une série de données couvrant la période 1971-2000. En 2020, Météo-France publie une typologie des climats de la France métropolitaine dans laquelle la commune est exposée à un climat méditerranéen et est dans la région climatique  Provence, Languedoc-Roussillon, caractérisée par une pluviométrie faible en été, un très bon ensoleillement (2 600 h/an), un été chaud (21,5 °C), un air très sec en été, sec en toutes saisons, des vents forts (fréquence de 40 à 50 % de vents > 5 m/s) et peu de brouillards.
Pour la période 1971-2000, la température annuelle moyenne est de 13,7 °C, avec une amplitude thermique annuelle de 17,6 °C. Le cumul annuel moyen de précipitations est de 687 mm, avec 6,1 jours de précipitations en janvier et 2,2 jours en juillet. Pour la période 1991-2020, la température moyenne annuelle observée sur la station météorologique de Météo-France la plus proche, « Eyragues », sur la commune d'Eyragues à 13 km à vol d'oiseau, est de 15,2 °C et le cumul annuel moyen de précipitations est de 631,8 mm. 
La température maximale relevée sur cette station est de 42,2 °C, atteinte le 28 juin 2019 ; la température minimale est de −9,9 °C, atteinte le 2 mars 2005,,.
Les paramètres climatiques de la commune ont été estimés pour le milieu du siècle (2041-2070) selon différents scénarios d'émission de gaz à effet de serre à partir des nouvelles projections climatiques de référence DRIAS-2020. Ils sont consultables sur un site dédié publié par Météo-France en novembre 2022.

#### Le mistral
Le mistral y souffle violemment du nord ou du nord-ouest, particulièrement en hiver et au printemps. Le mistral souffle fortement 100 jours par an en moyenne et faiblement 83 jours, ce qui ne laisse que 182 jours sans vent par an.
On distingue deux types de mistral : le « mistral blanc », qui dégage le ciel en totalité et accentue la luminosité, et le « mistral noir », plus rare, qui est accompagné de pluie.

#### Données météorologiques
Eygalières n'a pas de station météo, la plus proche est celle de Saint-Rémy-de-Provence. Les données du tableau suivant sont approximatives.
| Mois                              | jan. | fév. | mars | avril | mai  | juin | jui. | août | sep. | oct. | nov. | déc. | année |
| --------------------------------- | ---- | ---- | ---- | ----- | ---- | ---- | ---- | ---- | ---- | ---- | ---- | ---- | ----- |
| Température minimale moyenne (°C) | 3    | 3,6  | 6    | 8,4   | 12,2 | 15,9 | 18,6 | 18,3 | 15   | 11,5 | 6,4  | 4,3  | 10,3  |
| Température moyenne (°C)          | 7    | 8    | 11   | 13,4  | 17,6 | 21,6 | 24,6 | 24,1 | 20,2 | 15,7 | 10,4 | 7,9  | 15,1  |
| Température maximale moyenne (°C) | 11   | 12,4 | 16   | 18,5  | 23   | 27,3 | 30,6 | 30   | 25,5 | 20   | 14,4 | 11,5 | 20    |
| Précipitations (mm)               | 55,6 | 33,3 | 23   | 48,8  | 36,2 | 31,3 | 26,5 | 34,2 | 65,6 | 69,5 | 57,8 | 41,3 | 523,1 |

| Diagramme climatique                                  |             |       |             |            |              |              |            |            |            |             |             |
| J                                                     | F           | M     | A           | M          | J            | J            | A          | S          | O          | N           | D           |
| 11355,6                                               | 12,43,633,3 | 16623 | 18,58,448,8 | 2312,236,2 | 27,315,931,3 | 30,618,626,5 | 3018,334,2 | 25,51565,6 | 2011,569,5 | 14,46,457,8 | 11,54,341,3 |
| Moyennes : • Temp. maxi et mini °C • Précipitation mm |             |       |             |            |              |              |            |            |            |             |             |

### Hydrographie
Le territoire d’Eygalières est traversé, du sud vers le nord, par des « gaudres » qui dévalent le piémont nord des Alpilles pour se jeter dans les « paluds » ou « paluns » de Mollégès -Noves. Respectivement, de l’ouest à l’est :
- le gaudre de Romanin, qui marque la limite communale St Rémy-Eygalières,
- le gaudre de Sounègues
- le gaudre de Saint-Sixte, nommé la « Resclauso » dans son cours inférieur. Leurs eaux sont collectées par la « Roubine de Tiran » et le Réal, deux des nombreux drains d’assèchement de l’ancien marais durancien, et enfin le Grand Anguillon qui les conduit vers la Durance à hauteur de Châteaurenard.

## Urbanisme

### Typologie
Au 1er janvier 2024, Eygalières est catégorisée commune rurale à habitat dispersé, selon la nouvelle grille communale de densité à 7 niveaux définie par l'Insee en 2022.
Elle appartient à l'unité urbaine d'Avignon, une agglomération inter-régionale dont elle est une commune de la banlieue,. La commune est en outre hors attraction des villes,.

### Occupation des sols
L'occupation des sols de la commune, telle qu'elle ressort de la base de données européenne d’occupation biophysique des sols Corine Land Cover (CLC), est marquée par l'importance des forêts et milieux semi-naturels (50 % en 2018), une proportion sensiblement équivalente à celle de 1990 (50,2 %). La répartition détaillée en 2018 est la suivante :
zones agricoles hétérogènes (39,1 %), milieux à végétation arbustive et/ou herbacée (25,1 %), forêts (24,9 %), cultures permanentes (5,8 %), zones urbanisées (5,1 %). L'évolution de l’occupation des sols de la commune et de ses infrastructures peut être observée sur les différentes représentations cartographiques du territoire : la carte de Cassini (XVIIIe siècle), la carte d'état-major (1820-1866) et les cartes ou photos aériennes de l'IGN pour la période actuelle (1950 à aujourd'hui).

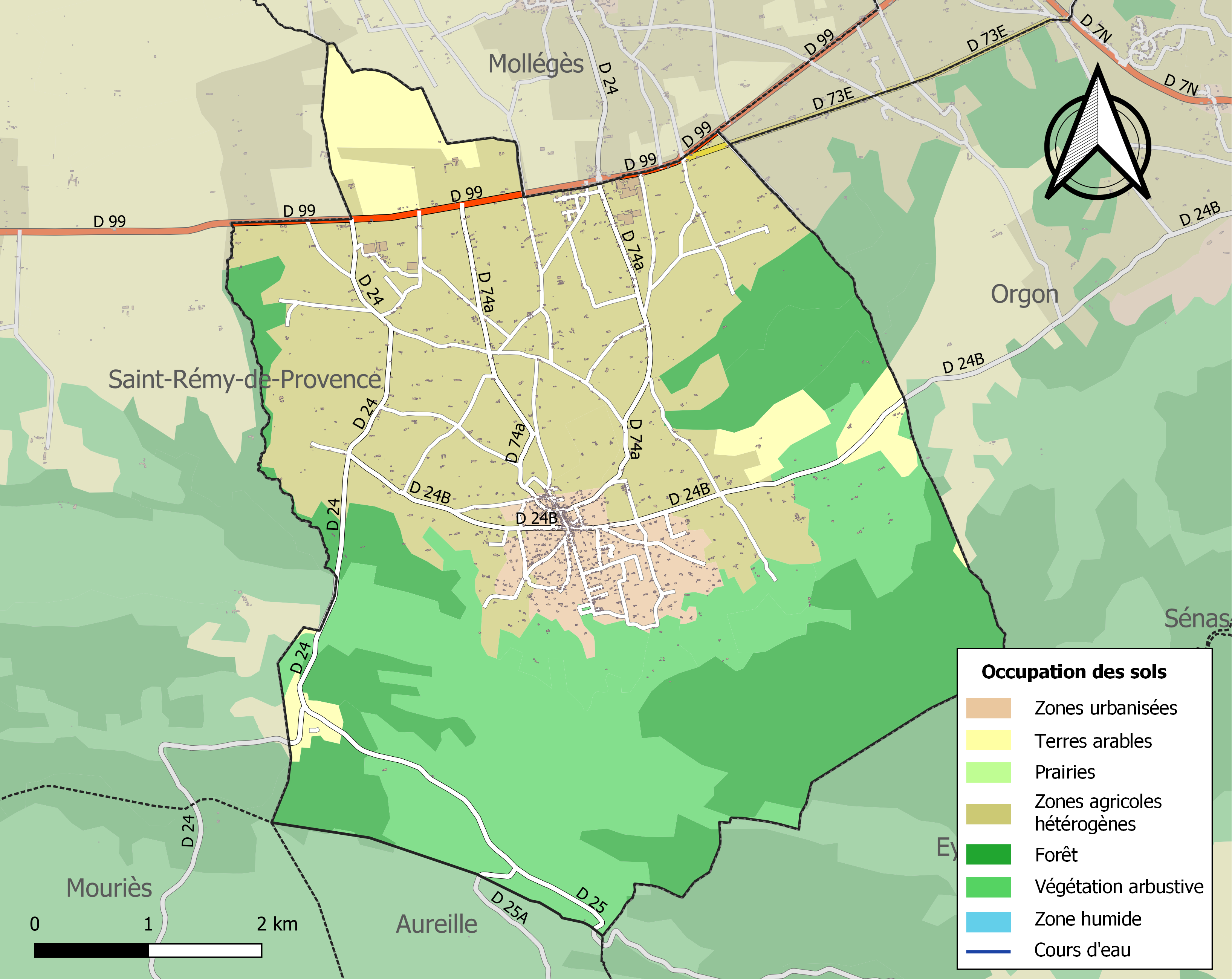
Carte des infrastructures et de l'occupation des sols de la commune en 2018 (CLC).

## Nom du village
La forme la plus ancienne est Aquileria, attestée en 1216. L’origine du nom se prête à différentes hypothèses. La plus vraisemblable serait liée à une « eigaliero » qui, en provençal, signifie « rigole d’eau d’irrigation ». En effet, le rocher sur lequel a été bâti le village possède plusieurs réserves naturelles ou aménagées (citernes) d’eau pluviale, ainsi que trois conduites souterraines maçonnées (aqueducs) à la datation indéterminée, partant des trois sources pérennes les plus importantes : Saint-Sixte/Mas Blanc, « Calafiguiere » (à l’abri des figuiers), « Sounègues » (les eaux saines).

## Histoire

### Préhistoire et Antiquité
Le terroir d’Eygalières est occupé et mis en valeur depuis des temps immémoriaux. Des « baumes » (grottes) du versant Nord des Alpilles au « château vieux » - ou Mur des Ligures - au-dessus du vallon de la Lèque, les découvertes de traces anciennes attestent la présence humaine sur plusieurs siècles de l’Age du Bronze. L’antiquité gallo-romaine, bien représentée, a laissé de nombreux témoignages de la présence de « villas » dispersées dans les parties les plus exploitables, pour l’époque, de l’espace communal. Elles ont été à l’origine de l’implantation des plus anciens « mas », comme La Tabayonne ou Le Fray.

### Moyen Âge, Renaissance et période moderne
Du Bas Moyen Âge à la fin de la Renaissance (VIIe   au   XVe siècle), les habitants du village, plus bergers que paysans, peu nombreux pour cet assez vaste territoire, se replient sur la partie la plus sûre à défendre, le piton rocheux du « vieux village » d’aujourd’hui, aménagé en forteresse de pierre, essayant d’échapper ainsi aux dangers et malheurs de ces temps troublés. Jusqu’au XIIe siècle, la communauté est dominée par de petits seigneurs locaux avant de connaître des suzerains plus importants - mais aussi plus lointains - comme aux XIIIe et XIVe siècles les abbesses de Mollégès ou du XVIIe   au   XVIIIe siècle la Maison de Guise-Lorraine. En 1572, Pierre Isnard, intendant du duc de Guise, fait construire ce qu’on appelle aujourd’hui le « Mas de la Brune », bel exemple d’architecture Renaissance régionale. Bien que soumise à des seigneurs supérieurs (Comte de Provence ou Roi de France), Eygalières fonctionne toujours comme les anciens « municipes » romains dont elle est issue : elle se gouverne selon ses propres lois et usages, faisant corps autour des « syndics » ou « conses », qu’elle se choisit. Eygalières a même suffisamment de biens pour racheter elle -même ses « libertés » en 1660, bien avant la « Grande Révolution », en contribuant à la rançon du duc de Guise, fait prisonnier par les Espagnols.

### Période contemporaine
Des bouleversements radicaux surviennent du XIXe au milieu du XXe siècle. Le relatif « âge d’or » des paysans « meinagés » (propriétaires) dure effectivement environ un siècle et demi. Favorisée par l’arrivée tant espérée de l’eau de la Durance vers 1840, avec le canal d’irrigation des Alpines, et celle plus tardive mais essentielle du chemin de fer au quartier de « La Gare », le « déperchement » du village, initié déjà, comme partout en Provence, dès la fin du XVIe siècle, s’accélère. La possibilité d’exploiter de manière intensive les « baisso » (plaine) incite les paysans d’Eygalières à transformer leur modeste agro-pastoralisme autarcique en exploitations « exportatrices » vouées aux productions maraîchères tournées vers les grands marchés urbains du « Nord ». Le vieux village, serré autour de ce qui reste du château médiéval, abandonné par la plupart de ses habitants, tombe peu à peu en ruines.
Dans la deuxième moitié du XXe siècle, la communauté ancestrale entre dans le « modèle « contemporain de modernisation urbaine sous deux aspects bien distincts. Dans un premier temps (1950-1970), la modernisation agricole accompagnée de la mutation socio-professionnelle d’une grande partie des descendants directs des paysans de l’après-guerre, et leur départ vers les grandes villes et les zones industrielles, semble condamner le village à une lente régression ou à une relative léthargie. Mais rapidement, le phénomène est stoppé par l’évolution générale des économies et des sociétés de l’Europe méditerranéenne, associée au haut niveau de vie des populations urbaines du Nord de l’Europe occidentale. L’arrivée et l’installation d’une frange de population nouvelle - « lis estrangié » (« les étrangers ») - détermine un virage économique dominé par le tourisme (favorisé par le climat et les modes nouvelles) et impose un caractère « résidentiel aisé », grâce à un cadre naturel remarquable et à une « rurbanité » commode. Cet effet socio-économique, qui semble irréversible, est cependant contrebalancé par le « retour au pays » des générations exilées du « baby-boom », ce qui contribue à rétablir un certain équilibre « identitaire » traditionnel dans ce village dont le cours a été bouleversé en quelques décennies,

## Attractivité
Perché sur son rocher face au massif des Alpilles, à l’écart des voies de communication sans en être éloigné, Eygalières exerce depuis longtemps un pouvoir d’attraction, d’abord à l’égard des artistes qui fondent leur art sur le regard, peintres, photographes, voire par extension sculpteurs. D’autres célébrités céderont à cet attrait.
André Derain (1880-1954) peint la chapelle Saint-Sixte, probablement à l’époque où il séjourne sur la Côte d’Azur, dans les années 1906-1909. Des peintres marseillais viennent aussi poser leur chevalet dans les Alpilles. Dès avant la seconde guerre mais surtout aussitôt après, le phénomène prend de l’ampleur. Entre ceux qui séjournent l’été à Eygalières ou viennent y passer un week-end, prenant logement chez l’habitant ou encore à la mythique « Auberge provençale », et ceux qui y achètent un mas, une bergerie, pour s’y établir au moins à temps partiel, il y a comme une sorte d’émulation. Marcel Féguide (1890-1968), peintre pastelliste, s’installe dès 1939 dans le Vieux village, logeant son atelier dans ce qui est aujourd’hui la Maison des Consuls. Roland Oudot (1897-1981) habite le Mas du vieux Tau. Pierre Fulcrand (1914-2004) est au Mas du Braou. Francis Montanier (1895-1974), Prix de Rome, graveur, sculpteur, peintre, fait dès 1951 des séjours réguliers à Eygalières, où il s’aménage un atelier dans une ancienne bergerie. Sa fille Francesca (1916-2011), peintre et céramiste, s’y installe lorsqu’elle épouse en 1961 Raymond Guerrier, peintre lui aussi, arrivé en 1955. Leur fils Francis Guerrier, sculpteur, perpétue la tradition artistique familiale.
Citons aussi Mario Prassinos (1916-1985), Jacques Winsberg (1929-1999) et son épouse Angèle Gage (1927-2005), le photographe Alfred Latour (1888-1964), Solange Puynesge (1901-1984), Carolyn Jordan (-2015) parmi d’autres.
Le romancier mais aussi acteur et metteur en scène Philippe Hériat (1898-1971) acquiert à Eygalières le Mas de la Grotte, où il accueille les acteurs du Festival d’Avignon à ses débuts. Gérard Philipe fait ainsi plusieurs séjours chez lui, ainsi que chez Georges Le Roy (1885-1965), professeur au Conservatoire de Paris, propriétaire d’une grande maison dans le Vieux village. Des anciens du village, alors adolescents, se souviennent encore avec émotion de libres échanges avec Gérard Philipe au Bar du Centre dans les années 50.
Une génération plus tard, on peut mentionner les plasticiens Gérard Drouillet (1946-2011) et Joseph Alessandri (1940-2017), ou bien encore le peintre Sylvain Buffile (1951-2025), récemment disparu, qui tient son atelier à Eygalières pendant vingt ans, avant de s’installer dans le village voisin de Mollégès.
Le poète académicien Pierre Emmanuel (1916-1984) élargit le cercle, tout comme le biologiste François Jacob(1920-2013), prix Nobel de médecine en 1965, chancelier de l’Ordre de la Libération de 2007 à 2011. Adrienne Clarkson (née en 1939), 26e Gouverneure générale du Canada, est tombée sous le charme d’Eygalières il y a quarante ans et a acquis une maison dans le Vieux village, qu’elle habite avec son mari John R. Saul, ancien président du Pen-Club International. Le luthier Etienne Vatelot (1925-2013), dont « l’Espace Etienne Vatelot », au coeur du village, rappelle aujourd’hui la présence, s’y est également établi. Il a contribué à la création, par Claudine Leclercq, du Festival de musique d’Eygalières, et à son développement. Lancé en 2008 grâce à la bienveillance et au concours actif de Marie et Alain de Larouzière, propriétaires du Mas de la Brune, qui a hébergé le Festival durant les dix années de son existence, celui-ci a produit nombre d’artistes de musique  de chambre, talentueux et souvent célèbres, contribuant ainsi à l’attractivité d’Eygalières dans un domaine nouveau.
Des personnalités de monde du spectacle, de l’audiovisuel, de la presse, ont elles aussi choisi Eygalières. Parmi les premiers, citons l’acteur et réalisateur Jean-Marc Thibault (1923-2017), Jean-Claude Brialy (1933-2007), Charlotte de Turckheim et sa fille l’actrice Julia Piaton, Michel Drucker, l’acteur anglais Hugh Grant, le pilote de course Alain Prost, ainsi que les journalistes et écrivains Robert Namias et Claude Weil, plus récemment le violoniste Renaud Capuçon. Julie Scolnik,, flûtiste américaine, s’y est installée il y a une vingtaine d’années, et offre chaque année un concert gratuit aux habitants du village. La liste n’est pas exhaustive, elle s’enrichit régulièrement.
Dès le début des années 60, Eygalières se fait connaître comme l’un des tous premiers lieux de tourisme équestre en France, grâce à Henri Roque (1920-1998), enfant du village, personnage ambigu et haut en couleurs. Convaincu que le cheval, délaissé à l’époque, devait être un moyen unique pour découvrir la nature, il crée en 1957 « L’homme à cheval », une première écurie de chevaux de voyage. En février 1961, il quitte Eygalières à cheval pour rejoindre Paris, où va se tenir le Congrès du cheval de sport. Il y rencontre Maurice Herzog, alors ministre de la Jeunesse et des Sports, et lui déclare : « Le tourisme équestre français vient de naître ». Les retombées médiatiques de son action s’accentuent lorsque, deux ans plus tard, il conduit un premier pèlerinage équestre à Saint-Jacques de Compostelle. Par a suite, chaque année à Eygalières, il réunit de 200 à 300 cavaliers venant de toute la France, issus parfois des Haras nationaux ou du Cadre Noir, dans le cadre d’une retraite aux flambeaux en août , la « Pégoulade », et d’une randonnée d’hiver avant Noël, tradition qui se poursuit encore aujourd’hui.
Mais Eygalières est riche d’abord de sa diversité humaine, peut-être plus importante que dans beaucoup de villages de sa dimension. Un site internet (www.eygalieres-galeriedeportraits.fr) en rend compte, à travers 123 portraits rédigés d’habitants du village, des personnes qui n’ont souvent rien en commun mais qu’Eygalières réunit.

## Politique et administration

### Listes des maires
De 1789 à 1799, les agents municipaux (maires) sont élus au suffrage direct pour 2 ans et rééligibles, par les citoyens actifs de la commune, contribuables payant une contribution au moins égale à 3 journées de travail dans la commune. Sont éligibles ceux qui paient un impôt au moins équivalent à dix journées de travail.
De 1799 à 1848, la constitution du 22 frimaire an VIII (13 décembre 1799) revient sur l’élection du maire, les maires sont nommés par le préfet pour les communes de moins de 5 000 habitants. La Restauration instaure la nomination des maires et des conseillers municipaux. Après 1831, les maires sont nommés (par le roi pour les communes de plus de 3 000 habitants, par le préfet pour les plus petites), mais les conseillers municipaux sont élus pour six ans.
Du 3 juillet 1848 à 1851, les maires sont élus par le conseil municipal pour les communes de moins de 6 000 habitants.
De 1851 à 1871, les maires sont nommés par le préfet, pour les communes de moins de 3 000 habitants et pour 5 ans à partir de 1855.
Depuis 1871, les maires sont élus par le conseil municipal à la suite de son élection au suffrage universel.
| Identité                                             | Période     | Période                                | Durée                     | Étiquette   |
| Identité                                             | Début       | Fin                                    | Durée                     | Étiquette   |
| ---------------------------------------------------- | ----------- | -------------------------------------- | ------------------------- | ----------- |
| Paul Meynier (d) (né le 29 janvier 1954)             | 1969        | 1977                                   | 8 ans                     |             |
| Félix Pélissier (d), (15 août 1925 - 3 juillet 2018) | 1977        | mars 2008                              | 31 ans                    |             |
| René Fontès, (11 juin 1941 - 17 mars 2019)           | 9 mars 2008 | 17 mars 2019 (mort en cours de mandat) | 11 ans et 8 jours         | indépendant |
| Bernard Wibaux (d)                                   | 2019        | 23 mai 2020                            | 1 an                      |             |
| Aline Pélissier (d) (née le 20 novembre 1950)        | 23 mai 2020 | En cours                               | 5 ans, 1 mois et 18 jours |             |

### Intercommunalité
Eygalières est une des dix communes de la communauté de communes Vallée des Baux-Alpilles.

### Environnement
Le traitement des déchets des ménages et déchets assimilés est assuré dans le cadre des missions de la communauté de communes Vallée des Baux-Alpilles.

## Population et société

### Démographie

#### Évolution démographique
L'évolution du nombre d'habitants est connue à travers les recensements de la population effectués dans la commune depuis 1793. Pour les communes de moins de 10 000 habitants, une enquête de recensement portant sur toute la population est réalisée tous les cinq ans, les populations de référence des années intermédiaires étant quant à elles estimées par interpolation ou extrapolation. Pour la commune, le premier recensement exhaustif entrant dans le cadre du nouveau dispositif a été réalisé en 2004.

En 2022, la commune comptait 1 740 habitants, en évolution de −7,89 % par rapport à 2016 (Bouches-du-Rhône : +2,48 %, France hors Mayotte : +2,11 %).
| 1793  | 1800  | 1806  | 1821  | 1831  | 1836  | 1841  | 1846  | 1851  |
| ----- | ----- | ----- | ----- | ----- | ----- | ----- | ----- | ----- |
| 1 030 | 1 100 | 1 162 | 1 317 | 1 414 | 1 320 | 1 385 | 1 396 | 1 471 |

| 1856  | 1861  | 1866  | 1872  | 1876  | 1881  | 1886  | 1891  | 1896  |
| ----- | ----- | ----- | ----- | ----- | ----- | ----- | ----- | ----- |
| 1 505 | 1 500 | 1 443 | 1 398 | 1 355 | 1 287 | 1 270 | 1 244 | 1 244 |

| 1901  | 1906  | 1911  | 1921  | 1926  | 1931  | 1936  | 1946  | 1954  |
| ----- | ----- | ----- | ----- | ----- | ----- | ----- | ----- | ----- |
| 1 263 | 1 207 | 1 163 | 1 060 | 1 172 | 1 141 | 1 159 | 1 113 | 1 033 |

| 1962  | 1968  | 1975  | 1982  | 1990  | 1999  | 2004  | 2006  | 2009  |
| ----- | ----- | ----- | ----- | ----- | ----- | ----- | ----- | ----- |
| 1 251 | 1 233 | 1 284 | 1 427 | 1 594 | 1 851 | 1 900 | 1 955 | 1 772 |

| 2014  | 2019  | 2022  | - | - | - | - | - | - |
| ----- | ----- | ----- | - | - | - | - | - | - |
| 1 778 | 1 740 | 1 740 | - | - | - | - | - | - |

#### Pyramide des âges
La population de la commune est relativement âgée.
En 2018, le taux de personnes d'un âge inférieur à 30 ans s'élève à 23,6 %, soit en dessous de la moyenne départementale (35,3 %). À l'inverse, le taux de personnes d'âge supérieur à 60 ans est de 41,7 % la même année, alors qu'il est de 26,3 % au niveau départemental.
En 2018, la commune comptait 864 hommes pour 926 femmes, soit un taux de 51,73 % de femmes, légèrement inférieur au taux départemental (52,24 %).
Les pyramides des âges de la commune et du département s'établissent comme suit.
| Hommes | Classe d’âge | Femmes |
| ------ | ------------ | ------ |
| 1,4    | 90 ou +      | 3,8    |
| 13,7   | 75-89 ans    | 16,1   |
| 24,3   | 60-74 ans    | 23,9   |
| 23,8   | 45-59 ans    | 22,4   |
| 10,7   | 30-44 ans    | 12,3   |
| 13,8   | 15-29 ans    | 9,6    |
| 12,2   | 0-14 ans     | 11,9   |

| Hommes | Classe d’âge | Femmes |
| ------ | ------------ | ------ |
| 0,8    | 90 ou +      | 1,9    |
| 7,6    | 75-89 ans    | 9,8    |
| 16,2   | 60-74 ans    | 17,2   |
| 19,7   | 45-59 ans    | 19,5   |
| 18,8   | 30-44 ans    | 18,6   |
| 18,4   | 15-29 ans    | 16,9   |
| 18,6   | 0-14 ans     | 16,1   |

### Enseignement
« Les écoles » de garçons et de filles ont été construites entre 1876 et 1878, au pied de l’ancien quartier de la Ferrage, au sud-ouest du village.
Après agrandissements et rénovations au fil du temps, le groupe scolaire, aujourd’hui mixte, accueille plus de 150 élèves, des classes maternelles (60 enfants) aux classes élémentaires (une centaine d’élèves).
La crèche « Li Petouset », située Traverse Arnaud, rue de la République, offre une cinquantaine de places pour les enfants de 0 à 3 ans.

### Santé
Le village est doté d’un centre médical, « Les Passereaux », avenue du général de Gaulle. Ce centre regroupe 2 médecins généralistes, 3 infirmières libérales, 1 orthophoniste et 1 podologue.
La « Maison Arnaud », rue de la République, abrite 3 chirurgiens-dentistes et 1 kinésithérapeute.
L’EHPAD « La Sousto », situé en haut de l’avenue de la Lèque, accueille une cinquantaine de résidents de la région.

### Sports et loisirs
Les activités sportives et éducatives sont très nombreuses à Eygalières. Les diverses associations, affiliées aux différentes Fédérations régionales, utilisent les équipements communaux regroupés au quartier des Écoles :
-  le boulodrome, où « La boule eygaliéroise » organise des concours tous les week-ends ;
-  le « stade Gaston Breugne », pour les équipes de jeunes, seniors et féminines du « F.C. Mollégès -Eygalières » ;
- la « Maison des sports René Fontès », utilisée, pour tous les âges, par les nombreuses sections du Foyer rural, les amateurs de squash ou de musculation, ainsi que, pour son mur d’escalade, par l’association « M’Eygagrimpe » ;
- les courts de tennis pour tous les pratiquants et le « Tennis Club Eygalières ».
Le grand parking des Écoles est le point de départ de multiples chemins de randonnée à travers le territoire de la commune, dans le massif des Alpilles. À ces chemins s’ajoutent quatre parcours de découverte, balisés et légendés, du riche patrimoine historique et architectural du village et de ses alentours (dépliant disponible à l’Office du Tourisme).
Tous les ans en avril, le Foyer rural organise la « course des Quiéu Blanc » (ancien surnom des Eygaliérois), course pédestre sur les chemins des Alpilles qui réunit environ 400 participants.
On peut également s’initier à l’équitation au « Centre équestre des Grandes-Terres », au nord du village.

### Cultes
Le culte catholique est représenté par les paroisses de Saint-Rémy-de-Provence, Eygalières, Mollégès, Saint-Andiol, Plan-d'Orgon, Verquières et Cabannes qui sont regroupées en un ensemble pastoral.

## Économie

### Revenus de la population et fiscalité
En 2008, le revenu fiscal médian par ménage était de 18 212 €, ce qui plaçait Eygalières au 11 821e rang parmi les 31 604 communes de plus de 50 ménages en métropole.

### Agriculture
La zone agricole s’étend sur 1 100 ha, soit environ un tiers du territoire communal, en forte diminution au cours des deux dernières décennies du XXe siècle. Beaucoup de parcelles sur l’ensemble du terroir, jadis intensément cultivées, sont aujourd’hui en friches ou abandonnées. 800 ha de la zone agricole peuvent être irriguées grâce à la branche nord (Orgon-St Rémy-Le Grès) du Canal des Alpines. La trentaine d’exploitations agricoles restantes n’occupe plus que 20% de la superficie de la commune.
Les productions dominantes sont :
- les cultures maraîchères sous abri : on compte (en 2025) treize petites ou moyennes exploitations familiales, qui pratiquent souvent la vente directe ou de proximité.
- l’arboriculture fruitière : elle est représentée par deux grandes fermes.
- la viticulture : voir plus bas.
- l’oléiculture : voir plus bas.
La culture de l’amandier, jusqu’en 1914 une des grandes productions du village, semble renaître lentement aux quartiers du « Devenson » et de « Tournedon ».
Le quartier de La Roque abrite un petit élevage de taureaux et de chevaux camarguais. Depuis une vingtaine d’années, on observe la reprise des friches par la culture d’herbage pour les chevaux de selle des particuliers, de plus en plus nombreux.

#### Viticulture
Les vins élaborés à partir de vignes situées sur la commune d’Eygalières (tous les producteurs du village disposent également de vignes dans les villages voisins) peuvent être commercialisés sous deux appellations.
D’une part, en AOC  (pour le marché français) ou en AOP (pour les marchés de l’Union européenne), il s’agit de l’appellation « Côteaux d’Aix-en-Provence ». En revanche, les vins d’Eygalières ne peuvent revendiquer l’appellation « Côteaux des Baux-de-Provence. D’autre part, une « IGP Alpilles » a également été créée en 2000. Elle est souvent privilégiée par rapport à l’AOP des Côteaux d’Aix, compte tenu de la distance importante entre les Alpilles et le pays d’Aix.

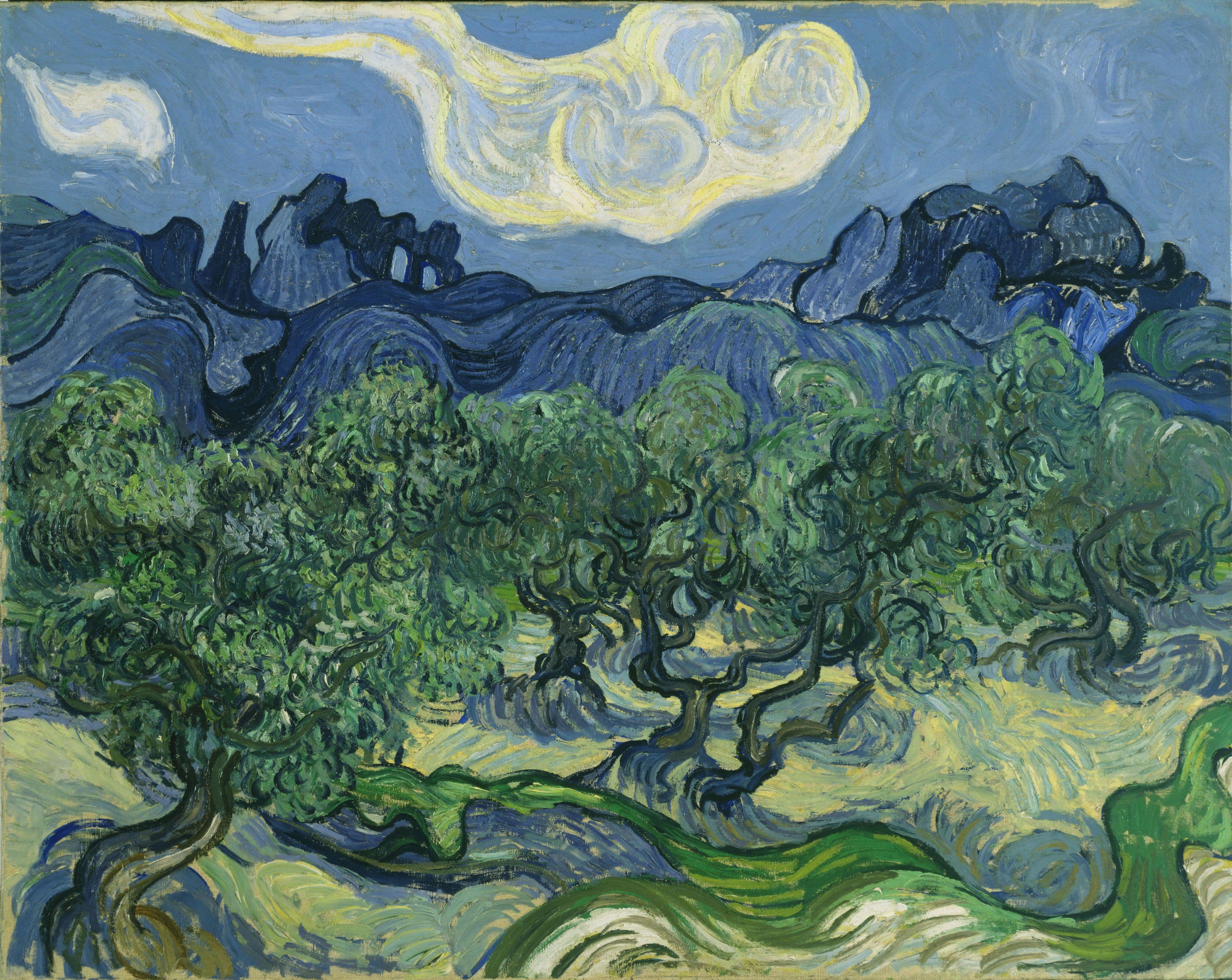
Oliviers dans les Alpilles
Vincent van Gogh, juin 1889
Huile sur toile.

#### Oléiculture
L’olive bénéficie également d’une AOP, celle de la « Vallée des Baux-de-Provence ». Plus précisément, il s’agit de trois AOP, respectivement pour les olives cassées, les olives noires et l’huile d’olive. C’est, par la taille, la plus petite appellation en France, mais la plus importante en termes de production puisqu’elle représente 10% de la production nationale. Pour bénéficier de l’appellation, l’huile d’olive doit être issue d’au moins deux des cinq variétés reconnues : la salonenque, l’aglandau (ou béruguette), la grossane, la verdane et la picholine.
La typicité des huiles est contrôlée par des dégustations systématiques, organisées par le Syndicat interprofessionnel de l’Olive de la Vallée des Baux (SIOVB), qui regroupe oléiculteurs, oliverons, confiseurs et mouliniers ( www.huiles-olives-bauxdeprovence.com).
Environ 70 000 oliviers sont complantés sur le terroir d’Eygalières, cultivés par deux grands domaines viticoles mais aussi sur les parcelles familiales d’une cinquantaine de petits propriétaires, pour la plupart non-paysans, qui bénéficient du renouveau de cette culture et de ses produits depuis 40 ans

### Tourisme
Classée « Station de tourisme » depuis 2024, Eygalières dispose d’un Office du tourisme, situé rue de la République.

### Artisanat et industrie
La majeure partie des activités non touristiques ni agricoles sont concentrées au nord de la commune, dans la zone d’activités des « Grandes terres », en lisière de la RD 99, au quartier dit de « La Gare ». Elle regroupe des P.M.E. du bâtiment (maçonnerie, électricité, peinture, ferronnerie, montage métallique,…), des entreprises paysagères, d’entretien ou d’autres services.
C’est à proximité de cette zone qu’est implanté depuis plus de 60 ans Richel Group ( www.richel-group.fr ), le leader européen de la conception de serres agricoles et d’abris de stockage. Cette entreprise familiale emploie plus de 300 personnes, dont les deux tiers sont basés à son siège, sur la commune d’Eygalières. Richel Group conçoit, fabrique et installe des serres clés en mains pour les professionnels de l’horticulture et du maraîchage, avec des équipements innovants. Engagée aux côtés des agriculteurs ses clients, l’entreprise développe des solutions sur mesure pour répondre aux défis environnementaux et accompagner les ambitions de la filière. Elle mise pour ce faire sur des serres fiables et performantes, conçues pour favoriser la croissance des cultures tout en intégrant des technologies durables. Sous la marque Toutabri, le groupe propose aussi des abris de stockage pour l’agriculture, le BTP, l’industrie, l’environnement, etc … Richel, présent sur les cinq continents, a réalisé des projets dans plus de 100 pays. Il dispose d’un réseau d’experts internationaux en mesure d’accompagner clients et investisseurs.

## Culture et patrimoine

### Monuments
Edifié à l’origine sur le haut du rocher, le village a commencé à essaimer en-dehors de la place-forte initiale à partir de la seconde moitié du XVIe s. Les pierres du château, en ruine, ont été peu à peu réutilisées pour construire la Tour de l’Horloge, puis des maisons privées. C’est au XIXe s. que le vieux village a été presque complètement abandonné. Des périodes antérieures, il demeure quelques monuments.
- Les ruines du château, édifié aux alentours des XI-XIIe s. : il n’en reste que la voûte de la salle basse du donjon, sur la pointe du rocher.
- La Tour de l’Horloge (1662-1672) a été construite, avec les pierres des ruines du château, pour perpétuer le souvenir et célébrer l’année faste 1660, où les Eygaliérois se sont libérés de la tutelle seigneuriale des Guise après avoir contribué au paiement de la rançon du duc Henri II, prisonnier en Espagne. Elle est dotée d’une horloge monumentale, conçue en 1880, remontée toutes les semaines, qui sonne les heures et  les demi-heures.
- L’église Saint-Laurent, Classée Monument historique (France)(1983)[35]: installée a même le rempart Nord, elle remonte, pour sa partie la plus ancienne, au début du XIIe s. Elle a connu plusieurs aménagements et agrandissements, dont une abside en 1239. La toiture en larges dalles de pierres plates date du XVe s. De pur style roman, l’intérieur est caractéristique des églises provençales de la même époque. Lieu de culte de 1155 à 1905, l’ancienne église Saint-Laurent est aujourd’hui un lieu d’expositions. Elle n’est ouverte qu’à l’occasion des expositions qui y sont organisées.
- La chapelle des Pénitents blancs : construite à la fin du XVIe s. sur le rempart Nord-Est par les « Pénitents blancs du Saint-Esprit », une confrérie laïque d’obédience catholique, cette chapelle a utilisé une des anciennes tours d’enceinte du village pour en faire une sacristie. Le clocheton, déporté par rapport à l’axe de la nef, a été édifié au XVIIIe s. La chapelle abrite aujourd’hui le Musée d’histoire locale Maurice Pezet. En accès gratuit, le musée est en principe ouvert les après-midis des dimanches et jours fériés, de mars à novembre.
- La Maison des Consuls : édifice typique des habitations traditionnelles et populaires du Vieux Village, cet édifice a une origine incertaine. De la fin du Moyen Âge à la Révolution, il a servi d’école et de Maison commune, puis est devenu le siège de la mairie jusqu’en 1912. Le peintre Marcel Féguide en a fait son atelier pendant son séjour à Eygalières (1939-1968). Acquise par la commune en 1912, la Maison des Consuls a été restaurée pour en faire un lieu d’expositions.
- La chapelle Saint-Sixte (XIIe siècle)  Inscrit MH (1971)[36] ; construite au XIIe s., remaniée aux XVIIe et  XVIIIe, elle offre de son tertre rocheux une vue superbe sur le village et sur les Alpilles de Saint-Rémy. La chapelle est fermée au public.
- Le Mas de la Brune,  Classé MH (1924)[37], manoir Renaissance, est situé à proximité du Canal des Alpines. Il a accueilli le Festival de musique d’Eygalières pendant toute son existence (2008-2017). Le « Jardin de l’Alchimiste », créé en 1999 par Marie de Larouzière, a fermé ses portes en 2016 après avoir accueilli plus de 100 000 visiteurs. Le Mas de la Brune est souvent ouvert lors des Journées du Patrimoine[34].

### Héraldique
| Blason d'Eygalières | Blason choisi par le maire d'Eygalières, Jean Roque, en 1855 en signe de fidélité au Second Empire et toujours utilisé par la commune : D'azur à l'aigle impériale d'or posée sur un rocher du même, mouvant des flancs et de la pointe et chargé en pointe de l'inscription « AQVILARVM RVPES » en lettres capitales de sable ordonnées en orle. |

|  | Blason historique : D'argent à un gril de sable, le manche en bas. |